# Borgo Centore
Borgo Centore (o solo Centore) è una piccola frazione di Cellole, in provincia di Caserta.

## Geografia fisica
È situato presso il chilometro 2,200 dell'antica via Domiziana, strada statale 7 quater. Il territorio è costituito da una fertile pianura alluvionale protetta su tre lati dai Monti Aurunci, dalle alture del Monte Massico, dalle pendici del Vulcano spento di Roccamonfina ed infine aperta a sud sul Mare Tirreno, solcata oltre che dal garigliano da alcuni corsi d'acqua a carattere torrentizio. Dista due km dal mare di Baia Domizia, villaggio turistico sorto negli anni 70 ad opera dell'Aurunca Litora. Sul territorio vige il vincolo di inedificabilità assoluta ai sensi della legge 431/1985, detta Legge Galasso.

## Storia
Lungo la statale Domitiana si possono osservare i numerosi poderi, fatti costruire da Mussolini durante la bonifica degli anni '30. Il progetto originario prevedeva che si chiamasse "Borgo Clanio". Centore è dunque di recente formazione e gli abitanti sono originari dell'entroterra campano, prevalentemente dell'entroterra di Napoli, della Provincia di Avellino e della Provincia di Salerno. Edificato agli inizi degli anni cinquanta, su circa quattro ettari di terreno, rappresenta l'opera di chiusura dell'intervento di bonifica, iniziato negli anni ‘30 del più vasto territorio denominato “pantano di Cellole”, e l'applicazione, anche in questo territorio, della riforma fondiaria voluta dalla legge Sila (n.230 del 12/5/1950) e dalla cosiddetta legge stralcio (n. 841 del 21/10/1950), quest'ultima attuativa della riforma per tutto il territorio nazionale con l'espropriazione, la bonifica, la trasformazione e l'assegnazione dei terreni  ai contadini.
Borgo Centore rappresenta una tappa fondamentale nella storia urbanistica del territorio domitio in quanto realizzato per promuovere nuove forme di aggregazione per gli addetti all'agricoltura. Veniva offerta a mezzadri ed agricoltori la possibilità di vivere in abitazioni comode, spaziose, immerse nel verde con adeguati servizi quali scuola, chiesa, negozi di prima necessità, sottraendoli a condizioni di vita squallide e disumane.
Borgo Centore rappresenta una testimonianza della riforma agraria e nel suo insieme un esempio di architettura ed urbanistica caratterizzanti il primo dopoguerra e gli anni della rinascita dell'Italia, necessariamente da tutelare e salvaguardare per conservarli alla memoria delle future generazioni.

## Caratteristiche
Inoltre vi si trova una scuola e la chiesa in onore di Santa Caterina d'Alessandria V. e M., retta storicamente dal Frate Francescano Conventuale Vito Freda ed attualmente da Bonaventura Cascone. Attorno ad essa vi sono un campo da calcio e una serie di edifici, precedentemente utilizzati per un istituto agrario, un caseificio (Domiziana latte) ed un capannone per la lavorazione del tabacco (cooperativa Santa Caterina). Nel 2006, la Regione Campania, nell'ambito del Piano Integrato Territoriale(PIT)'Litorale Domizio', ha provveduto per il "Recupero funzionale del Borgo Centore", attingendo risorse dal Programma Operativo Regionale(POR) per un totale di 2556461,65 €, provvedendo così alla ristrutturazione di queste strutture. Nell'anno 2012 una delle strutture è stata destinato al progetto Centro "Insieme". Nell'anno 2013 è stato trasferito in due strutture l'istituto Alberghiero del Mare, sede distaccata di Teano, ed infine nel 2014 la Polizia stradale, prima ubicata a Mondragone.

## Economia
La località, costituita prevalentemente di commercianti, agricoltori ed allevatori, ha una certa importanza per la produzione di mozzarella di bufala DOP, l'oro bianco esportato in varie parti del mondo. Per il prodotto caseario si tiene annualmente una sagra paesana, che coinvolge la popolazione locale e registra un enorme afflusso dall'intera provincia di Caserta e dal basso Lazio. La Sagra giunta, alla ventesima edizione, rientra nel calendario delle manifestazioni estive che si tengono nel territorio di Cellole.